# Delfina Skąpska
Delfina Jadwiga Skąpska z domu Olek, 2° voto Perka (ur. 22 listopada 1950 w Skoczowie) – polska florecistka, srebrna medalistka mistrzostw świata, olimpijka.
Zawodniczka stołecznego AZS-AWF (w latach 1976-1986) Specjalistka od floretu. wielokrotna medalistka mistrzostw Polski:
- Złota
  - drużynowo w latach 1978-1983
- srebrna
  - indywidualnie w latach 1979, 1985
  - drużynowo w roku 1976
- brązowa
  - indywidualnie w roku 1977
  - drużynowo w latach 1977, 1985

Srebrna medalistka mistrzostw świata w Hamburgu (1978) w turnieju drużynowym florecistek (partnerkami były: Małgorzata Bugajska, Agnieszka Dubrawska, Jolanta Królikowska, Barbara Wysoczańska).
Uczestniczka turniejów drużynowych podczas: mistrzostw świata w Melbourne (1979) - 4. miejsce, MŚ w Clermont Ferrand (1981) - 6. miejsce, MŚ w Rzymie (1982) - 6. miejsce.
Dwukrotna uczestniczka turniejów indywidualnych na mistrzostwach Europy w Foggi (1981) i w mistrzostwach Europy w Lizbonie (1983) podczas których zajęła 4. miejsce.
Na igrzyskach olimpijskich w Moskwie (1980) wystartowała w turnieju indywidualnym (zajęła 7. miejsce) jak i w drużynowym (partnerkami były: Jolanta Królikowska, Agnieszka Dubrawska, Kamilla Składanowska, Barbara Wysoczańska), w którym Polska drużyna zajęła 4. miejsce.